# Xavier Mortimer
Pour les articles homonymes, voir Mortimer.
Xavier Mortimer, de son vrai nom Xavier Millescamps, est un prestidigitateur et comédien français, né le 20 juin 1980 à Briançon dans les Hautes-Alpes.

## Biographie
À treize ans, Xavier Mortimer découvre les arts du cirque et apprend la prestidigitation en autodidacte,. Il découvre aussi la musique au Conservatoire de Périgueux où il apprend la clarinette.
Il se forme aux métiers de la scène en suivant notamment, l'École de mime Desmond Jones à Londres puis, l'École internationale de théâtre gestuel de Jacques Lecoq à Paris, où il apprend le mime et la comédie[source insuffisante].
En parallèle, il crée le numéro La Symphonie des bulles avec lequel il obtient plusieurs récompenses nationales et internationales.
En 2005, il crée son spectacle L'Ombre orchestre qu'il joue d'abord au festival d'Avignon, puis à Paris au Théâtre des Mathurins et aux Bouffes-Parisiens. Le spectacle est très bien accueilli par le public et par la presse,. Le succès du spectacle durera plus de huit ans[réf. nécessaire] et l'emmènera dans le monde entier.
Il participe à plusieurs émissions de télévision, comme Le Plus Grand Cabaret du monde, Vivement dimanche sur France 2 ou Magie, Rêve et Illusion (reportage) sur France 5.
Xavier Mortimer s'est fait connaître grâce à l'émission La France a un incroyable talent saison 6, diffusée en 2011 sur M6, en arrivant jusqu'en finale. Il est alors repéré par les producteurs du Cirque du Soleil qui lui confient le rôle de « Sneaky », personnage principal du spectacle Michael Jackson One à Las Vegas. Il continue sa carrière aux États-Unis en participant à des shows TV comme Penn et Teller : Fool Us ou encore America's Got Talent.
En 2016, il sort son spectacle intitulé Magical Dream[source insuffisante] à Las Vegas, produit par Alex Goude.

## Spectacles
- 1998 : La Compagnie Mortimer
- 2005 - 2015 : L'Ombre orchestre
- 2010 : Magic... Maestro !
- 2016 : Magical Dream

## Télévision[4][sourceinsuffisante]
- 2009 : Festival du rire de Montreux, France 4
- 2009 : Vivement dimanche, France 2[9]
- 2011 : 'Vivement dimanche, France 2[10]
- 2011 : Mandrake d'or, Paris Première
- 2011 : La Grande Illusion, France 2[10]
- 2011 : La France a un incroyable talent, M6[11]
- 2012 : Signé Taloche, RTBF (Belgique)
- 2012 : Magie, Rêve et Illusion, France 5[12]
- 2012 : Le Plus Grand Cabaret du monde, France 2[13]
- 2014 : Tu si que Vales, Canale 5 (Italie)
- 2015 : America's Got Talent, NBC (États-Unis)[14]
- 2015 : Fool Us, The CW (États-Unis)[15],[16]
- 2015 : Domingão do Faustão, Rede Globo (Brésil)
- 2016 : King of Magic, TBS (Japon)
- 2016 : The Next Great Magician, ITV (Angleterre)

## Récompenses[17][sourceinsuffisante]
- L’Étoile d’or au festival de magie La Vallée de l’eau d’Olle 2001
- Le 3e prix national au congrès FFAP (Fédération française des artistes prestidigitateurs) de Nancy 2002
- Le 1er prix international de magie au congrès d’Abano 2003 (Italie)[18]
- Mandrake d'or en 2010[réf. souhaitée]